# Lithodes maja
Lithodes maja (of augustinuskrab)is een tienpotigensoort uit de familie Lithodidae. De wetenschappelijke naam werd gepubliceerd in 1758 door Carl Linnaeus in de tiende editie van Systema naturae.